# كارلو بروجيتش
كارلو بروجيتش (مواليد 17 أبريل 1992) هو لاعب كرة قدم كرواتي.

## وصلات خارجية
- كارلو بروجيتش على موقع الاتحاد الأوربي (الإنجليزية)
- كارلو بروجيتش على موقع اتحاد كرواتيا (الكرواتية)
- كارلو بروجيتش على موقع رابطة كرة القدم اليابانية للمحترفين (اليابانية)
- كارلو بروجيتش على موقع قاعدة بيانات كرة القدم.إي يو (الإنجليزية)
- كارلو بروجيتش على موقع Soccerway.com (الإنجليزية)
- كارلو بروجيتش على موقع عالم كرة القدم.نت (الإنجليزية)